# World Brain
Le Cerveau mondial
Vous lisez un « bon article » labellisé en 2023.
Cet article concerne le livre de H. G. Wells. Pour le film-essai de Stéphane Degoutin et Gwenola Wagon, voir World Brain (film).
Ne doit pas être confondu avec Cerveau global.
World Brain (Le Cerveau mondial) est une compilation d'essais et de conférences ayant pour thème la diffusion de la connaissance à l'échelle planétaire dans un but de progrès général de l'humanité. Elle est réalisée par l'écrivain britannique de science-fiction H. G. Wells et publiée en 1938 par l'éditeur londonien Methuen, l'auteur étant alors âgé de 72 ans.
Un de ces essais, le troisième dans l'ordre des chapitres, présente la vision d'une « encyclopédie mondiale permanente » qui a plus tard été rapprochée du projet Wikipédia par certains auteurs du début du XXIe siècle. Une version française du texte de ce troisième chapitre a été publiée dans le tome XVIII de l'Encyclopédie française, en août 1937, sous le titre : Rêverie sur un thème encyclopédique, au moment où avait lieu à Paris le Congrès mondial de la documentation universelle, où Wells donnait en français une conférence à ce sujet. Un court extrait de cette conférence, transcrit en anglais, fait l'objet du quatrième chapitre.
Il n'existe pas de traduction française publiée des autres textes composant l'ouvrage, soit les premier, deuxième et cinquième chapitres.

## Historique de l'idée

### XVIIesiècle
On peut déjà trouver les prémisses de l'idée d'un « cerveau mondial » au XVIIe siècle chez Francis Bacon, qui dans La Nouvelle Atlantide (publié un an après sa mort), décrit ce qu'il appelle la « Maison de Salomon », une société philosophique savante qui dirige l'île de Bensalem sur la base d'un savoir scientifique rapidement mis à jour. Dans son roman de 1905 Une Utopie moderne, lui même influencé par La République de Platon, Wells imagine que de cette Maison de Salomon, « jailliraient à destination du monde entier des rapports d'expériences scientifiques aussi complets, aussi rapides que les bulletins d'informations télégraphiques sur les matchs de cricket ». Mais cette « version bêta d'un cerveau mondial » est discutée dans le contexte potentiellement répressif d'une surveillance sociale totale. Disciple de Bacon, l'éducateur morave Comenius, auteur du premier manuel scolaire illustré, l'Orbis pictus, invente la pansophie, un système à la fois d'éducation et d'organisation et de diffusion du savoir universel. Wells lui attribue la paternité du projet d'un « livre commun […] qui formerait la base et le cadre des pensées […] de tous les citoyens du monde »,, dans un essai publié en 1637 durant la visite de Comenius à Oxford, intitulé Conatum Comenianorum Praeludia.

### XVIIIeetXIXesiècles
L'idée d'une diffusion mondiale des connaissances prend corps au Siècle des Lumières, lorsque les encyclopédistes tentent d'appliquer cette philosophie ; cependant, dès le début du XIXe siècle, les efforts visant à englober toutes les connaissances s'épuisent devant l'expansion très rapide du corpus disponible.

### XXesiècle
En 1903, dix ans avant d'être couronné par le prix Nobel de la paix, le pacifiste belge Henri La Fontaine emploie le terme de « mémoire mondiale » pour désigner un répertoire bibliographique de diffusion universelle et de mise à jour facile. La Fontaine conclut son propos en ces termes philanthropiques : « […] le Répertoire Bibliographique Universel ne sera pas seulement cet outil obéissant, il symbolisera encore l'unité humaine, il témoignera sans cesse de l'interdépendance des hommes, il montrera à propos de toutes choses, des moindres inventions comme des moindres pensées, que la collaboration est constante entre les frères ennemis des diverses races et il les persuadera que l'amélioration commune du sort des individus et des peuples est le résultat de leurs efforts accumulés, trop souvent annihilés par leurs malentendus et leurs hostilités ».
Le premier rapprochement entre cerveau (au sens propre organique) et encyclopédie est effectué en 1907 par Friedrich Naumann qui publie : Das Gehirn der Menscheit (« Le Cerveau de l'humanité »), expression reprise un an plus tard par Alfred H. Fried (qui sera également par la suite colauréat du prix Nobel de la paix), dans un opuscule publié à Leipzig intitulé Das internationale Leben der Gegenwart (« La Vie internationale à notre époque »).
Quatre années plus tard l'expression germanophone Gehirn der Welt (« cerveau du monde ») apparaît sous la plume du prix Nobel de chimie 1909 Wilhelm Ostwald, cofondateur un an auparavant de Die Brücke (« Le Pont ») un institut international spécialisé dans l'organisation du travail intellectuel dont l'exemple influença Wells,,. Ostwald écrit notamment : « Il ne suffit pas de fonder des bibliothèques. Encore faut-il, au moyen de conférences et de listes bibliographiques, enseigner à ceux qui sont avides de connaissances les meilleures méthodes d'utilisation de leurs trésors. Et c'est loin d'être aussi simple qu'il n'y paraît !, »

## Contexte d'élaboration deWorld Brain

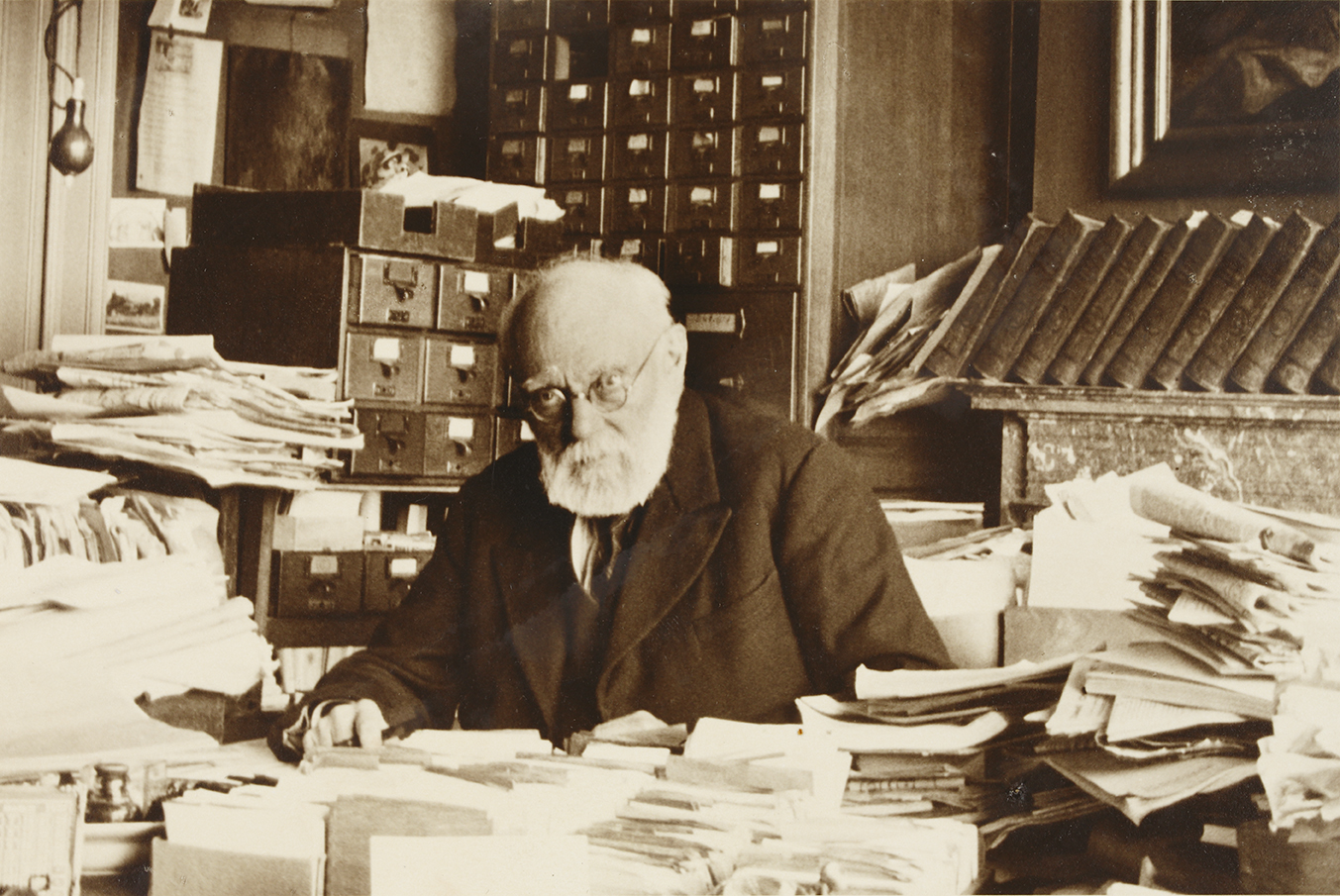
Paul Otlet à son bureau : photographie de 1937, année du congrès mondial de la documentation universelle.

Paul Otlet, contemporain de Wells et pionnier des sciences de l'information, relance ce mouvement en fondant avec La Fontaine le Mundaneum, une vaste bibliothèque bruxelloise abritant le répertoire bibliographique universel,. Il écrit en 1935, dans Monde, essai d'universalisme : « L'homme n'aurait plus besoin de documentation s'il était assimilé à un être devenu omniscient, à la manière de Dieu lui-même ». Otlet, comme Wells, soutient les efforts internationalistes de la Société des Nations et de son Institut international de coopération intellectuelle,.
De son côté, Wells estime qu'au lendemain de la Première Guerre mondiale, la population dans son ensemble a besoin non seulement d'être mieux éduquée et informée mais aussi plus en prise avec les événements et le savoir qui la concernent. Pour ce faire Wells préconise un système de savoir, le « cerveau mondial », auquel tous les humains pourraient avoir accès.
Politiquement, Wells prône un gouvernement mondial depuis déjà au moins une décennie, plaidant dans des ouvrages tels que La Conspiration au grand jour pour le contrôle de l'éducation par une élite scientifique, au risque d'aboutir à un modèle sociétal potentiellement autoritaire, voire répressif : en effet comme le souligne W. Boyd Rayward en 1999, la métaphore de « cerveau » implique le notion d'une direction et d'un « contrôle central exercé […] non seulement de manière consciente, par le biais de l'intelligence et d'un jugement éclairé, mais aussi automatique ».

C'est ainsi que, toujours selon Rayward, la pensée « moderniste » de l'auteur se manifestera clairement dans World Brain, d'une part sous forme d'un rejet de la tradition et du passé et par la croyance au pouvoir bénéfique de la science et de la technologie ; d'autre part par la mise en avant d'une forme de « planification ou ingénierie sociale » ainsi que par le rôle social et politique, jugé déterminant, de l'expertise et des experts, comme il l'affirme dès 1932 dans After Democracy (Après la démocratie) : 
« There would also need to be a great world organisation sustaining education, scientific research, and the perpetual revision of ideas. These organisations would represent the end point of a process of administrative and political simplification because they would concentrate and harness the scientific knowledge of experts. It would be they who would carry on the essential business of the planet (Wells 1932, 202). »
— H. G. Wells, After Democracy: Addresses and Paper on the Present World Situation. London, Watts, 1932.

« Il faudrait aussi une grande organisation mondiale qui soutienne l'éducation, la recherche scientifique et la révision perpétuelle des idées. Ces organisations représenteraient l'aboutissement d'un processus de simplification administrative et politique parce qu'elles concentreraient et exploiteraient les connaissances scientifiques des experts. Ce sont eux qui auraient en charge les affaires essentielles de la planète »
— Après la démocratie : un état des lieux de la situation du monde actuel. Londres, Watts, 1932

## Notion de cerveau mondial

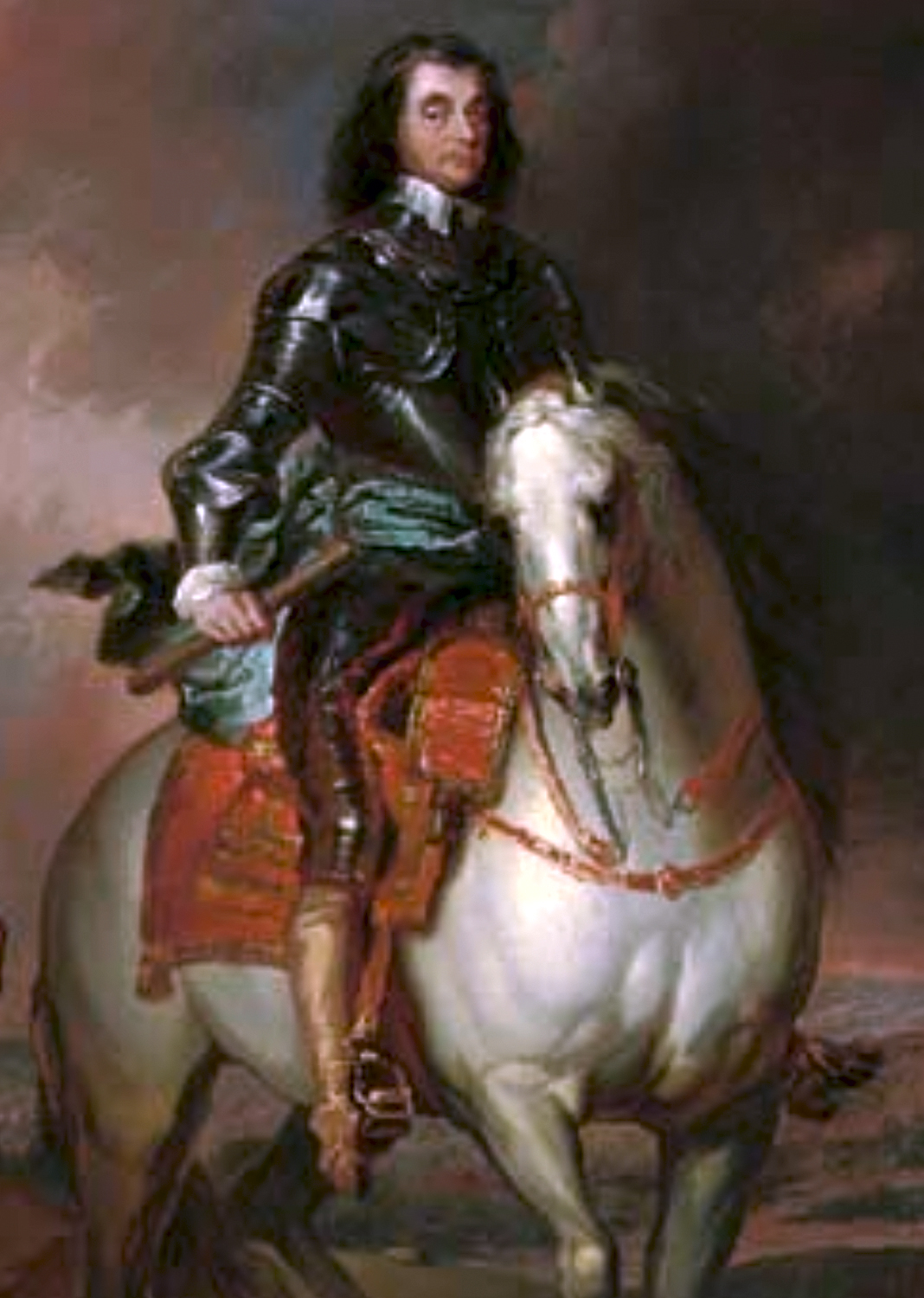
Le Cerveau mondial s'incarne chez Wells dans la figure d'un administrateur (receiver) du pouvoir qu'il confère,, dans laquelle Rayward voit une sorte d'Olivier Cromwell et Philip Coupland, l'expression d'un intérêt pour le fascisme libéral.

La notion de cerveau mondial (World Brain) exposée dans l'ouvrage n'est pas clairement définie. Elle désigne tantôt un projet d'encyclopédie-papier conforme à la conception traditionnelle d'un tel ouvrage, tantôt le projet de nature utopiste d'une sorte de gouvernement mondial répondant à un « phénomène organisationnel mystérieusement émergent ». En pratique, Wells se réfère à la notion de Cerveau mondial sur trois plans différents, avec des sens complémentaires.
- Sur un plan biologique évolutionniste, Wells tire des capacités langagière et scripturale propres à l'espèce humaine, l'idée que celle-ci a pu construire par une sorte de coalescence[34], « l'appareil d'une mémoire super-humaine »[35], ce qu'il appelle des « super-esprits synthétiques » ou des « organisations super-individuelles »[36], qui, selon lui, tendent vers « une unification ultime sous la forme d'un organisme humain collectif dont le savoir et la mémoire sera toute la science et toute l'histoire »[36].
- Sur un plan épistémique, il s'agit d'un « nouvel organe centralisateur et unificateur »[37] qu'il appelle d'abord indifféremment une encyclopédie mondiale ou un cerveau mondial[38], puis un Institut mondial de la pensée et du savoir[39]. Wells attribue deux fonctions à cet organe, d'une part l'indexation et la synthétisation de tous les savoirs et d'autre part la publication et la distribution de ces synthèses[40].
- Sur un plan politique, l'objectif dévolu par Wells à l'encyclopédie mondiale est la mise en place d'une « synthèse directive »[41], d'une direction de « l'aspect idéologique de l'éducation »[42] pour « informer sans pression ni propagande et diriger sans tyrannie »[43]. Selon Rayward, il s'agit de la reprise d'une idée « absolutiste et totalitaire » exprimée dès 1905 par Wells, la création d'une nouvelle classe gouvernante qu'il appelle celle des Samouraïs, inspirée de La République de Platon et de la tradition japonaise du bushido[31]. Selon Beatrice Webb, cette « conspiration de samouraïs capitalistes » à laquelle aspire Wells repose sur la conviction d'une inadéquation totale de la démocratie électorale et d'un échec de l'Union soviétique[30].

## Contenu et découpage
Les textes de l'ouvrage World Brain sont composés d'une préface, de cinq chapitres et de cinq appendices.
Dans sa préface, Wells insiste sur la nécessité de disposer d'une représentation du monde dans son ensemble aussi cohérente et solide que possible. Il cite à ce sujet son essai paru quatre ans auparavant, The Work, Wealth and Happiness of Mankind (1932), regrettant que cette tentative de synthèse intellectuelle soit restée lettre morte.
Les chapitres sont dans l'ordre :

### I. L'Encyclopédie mondiale
Le premier chapitre (« World Encyclopedia ») est la transcription d'une conférence donnée par Wells à l'une des soirées hebdomadaires du vendredi soir de la Royal Institution le 20 novembre 1936.
Le texte en avait été antérieurement publié sous le titre The Idea of a World Encyclopaedia.
Il exprime ensuite sa consternation devant l'ignorance des sciences sociales par les concepteurs du Traité de Versailles et de la Société des Nations. Il mentionne quelques travaux récents sur le rôle de la science dans la société en énonçant ainsi son problème principal :
« We want the intellectual worker to become a more definitely organised factor in the human scheme. How is that factor to be organised? Is there any way of implementing knowledge for ready and universal effect? »
— H. G. Wells, World Brain, Chap. 1: World Encyclopedia

« Nous voulons que les intellectuels deviennent un agent plus solidement organisé du plan de collaboration humain. Comment doit-il être organisé ? Existe-t-il un moyen d'implémenter la connaissance pour qu'elle puisse avoir un effet immédiat et universel ? »
— Le Cerveau mondial, Chap. 1 : L'encyclopédie mondiale.
Pour répondre à cette question, il énonce la doctrine d'un nouvel encyclopédisme comme cadre pour intégrer les intellectuels en un tout organique. Pour un individu ordinaire, qui serait nécessairement un citoyen éduqué au sein de l'état moderne :
« The World Encyclopaedia would be a row of volumes in his own home or in some neighbouring house or in a convenient public library or in any school or college, and in this row of volumes he would, without any great toil or difficulty, find in clear understandable language, and kept up to date, the ruling concepts of our social order, the outlines and main particulars in all fields of knowledge, an exact and reasonably detailed picture of our universe, a general history of the world, and if by any chance he wanted to pursue a question into its ultimate detail, a trustworthy and complete system of reference to primary sources of knowledge. In fields where wide varieties of method and opinion existed, he would find, not casual summaries of opinions, but very carefully chosen and correlated statements and arguments. […] This World Encyclopaedia would be the mental background of every intelligent man in the world. It would be alive and growing and changing continually under revision, extension and replacement from the original thinkers in the world everywhere. Every university and research institution should be feeding it. Every fresh mind should be brought into contact with its standing editorial organisation. And on the other hand its contents would be the standard source of material for the instructional side of school and college work, for the verification of facts and the testing of statements—everywhere in the world. Even journalists would deign to use it; even newspaper proprietors might be made to respect it. »
— H. G. Wells, World Brain, Chap. 1: World Encyclopedia

« L'Encyclopédie mondiale serait comme une rangée de volumes accessibles chez lui, chez un voisin, dans une bibliothèque publique commode ou dans n'importe quelle école ou collège. Dans cette rangée de volumes il trouverait, sans grand travail ni difficulté, dans un langage clair, compréhensible et mis à jour, les concepts fondamentaux de notre ordre social, les grandes lignes et les principales particularités de tous les domaines de la connaissance, une image exacte et raisonnablement détaillée de notre univers, une histoire générale du monde et, si par hasard il voulait approfondir une question jusqu'au dernier détail, un système fiable et complet de références aux sources primaires de la connaissance. Dans les domaines où il existe une grande variété de méthodes et d'opinions, il trouverait, non pas des résumés d'opinions, mais des déclarations et des arguments soigneusement choisis et corrélés. […] Cette encyclopédie mondiale serait le fonds mental de tout individu intelligent dans le monde. Elle serait vivante, elle grandirait et changerait continuellement sous l'effet de la révision, de l'extension et du remplacement par les penseurs originaux du monde entier. Chaque université et institution de recherche devrait l'alimenter. Chaque esprit nouveau devrait être mis en contact avec son organisation éditoriale permanente. Et d'autre part, son contenu serait la source standard pour l'enseignement scolaire et universitaire, pour la vérification des faits et l'examen des déclarations, partout dans le monde. Même les journalistes daigneraient l'utiliser ; même les propriétaires de journaux la respecteraient. »
— Le Cerveau mondial, Chap. 1 : L'encyclopédie mondiale
Ainsi, une telle encyclopédie serait comme une bible laïque universellement acceptée en raison de la similitude fondamentale des cerveaux humains. Pour les spécialistes et les intellectuels, l'encyclopédie mondiale permettrait de se coordonner avec leurs pairs travaillant dans les mêmes domaines.
Wells appelle à la formation d'une « Société de l'Encyclopédie » pour promouvoir le projet et le défendre contre l'exploitation (par exemple par un « éditeur entreprenant » qui tenterait d'en tirer profit). Cette société organiserait également des départements pour la production. Bien sûr, l'existence d'une société comporterait ses propres risques :
« There will be a constant danger that some of the early promoters may feel and attempt to realise a sort of proprietorship in the organisation, to make a group or a gang of it. But to recognise that danger is half-way to averting it. »
— H. G. Wells, World Brain, Chap. 1: World Encyclopedia

« Il y aura un danger constant que certains des promoteurs initiaux tentent de s'approprier l'organisation, d'en faire un groupe ou une bande. Mais reconnaître ce danger, c'est faire la moitié du chemin pour l'éviter. »
— Le Cerveau mondial, Chap. 1 : L'encyclopédie mondiale
La langue de l'encyclopédie mondiale serait l'anglais en raison de sa plus grande portée, précision et subtilité. Les travailleurs intellectuels du monde entier seraient de plus en plus liés par leur participation. Wells souhaite que des citoyens avisés du monde assurent la paix mondiale : pour ce faire un projet intellectuel mondial aurait plus d'impact positif que tout mouvement politique tel que le communisme, le fascisme, l'impérialisme, le pacifisme, etc.
Adepte du communalisme et du contextualisme, il termine sa conférence comme suit :
« Without a World Encyclopaedia to hold men's minds together in something like a common interpretation of reality, there is no hope whatever of anything but an accidental and transitory alleviation of any of our world troubles. »
— H. G. Wells, World Brain, Chap. 1: World Encyclopedia

« Sans une encyclopédie mondiale pour rassembler les esprits humains en une sorte d'interprétation commune de la réalité, il n'y a aucun espoir de quoi que ce soit, à part un allègement accidentel et transitoire de l'un quelconque de nos problèmes mondiaux. »
— Le Cerveau mondial, Chap. 1 : L'encyclopédie mondiale

### II. L'organisation du monde moderne à la manière d'un cerveau
| Lignes brillantes et taches de lumière vive entremêlées sur fond noir.                                                                            |  | Ensemble de ligne colorées dessinant la silhouette de deux hémisphères cérébraux humains.       |
| Une représentation des nœuds et connexions du réseau Internet. Les différentes couleurs sont attribuées selon les noms de domaines géographiques. |  | La connectivité neuronale dans la substance blanche cérébrale visualisée par tractographie IRM. |

Il s'agit du texte d'une conférence donnée quelque part « en Amérique » (« The Brain Organization of the Modern World »), en octobre ou novembre 1937 (le lieu et la date précise de cet événement n'étant pas indiqués), dans laquelle est exposée et défendue la doctrine du « Nouvel Encyclopédisme » décrite précédemment. Wells relève tout d’abord que le monde est devenu une seule communauté interconnectée grâce à l'augmentation considérable de la vitesse des télécommunications. Ensuite, il affirme que l'énergie est devenue disponible à une nouvelle échelle, permettant, entre autres, la capacité de destructions massives. Par conséquent, l'établissement d'un nouvel ordre politique mondial est impératif :
« One needs an exceptional stupidity even to question the urgency we are under to establish some effective World Pax, before gathering disaster overwhelms us. The problem of reshaping human affairs on a world-scale, this World problem, is drawing together an ever-increasing multitude of minds »
« Il faut être d'une stupidité exceptionnelle pour s'interroger sur l'urgence d'établir une Paix mondiale efficace, avant que la catastrophe ne nous submerge. Le problème du remodelage des affaires humaines à l'échelle mondiale, ce problème mondial, rassemble une multitude toujours plus grande d'esprits »
Ni le christianisme ni le socialisme ne peuvent résoudre le problème mondial. La solution est un « Appareil de connaissance du monde modernisé - l'Encyclopédie mondiale », une sorte de centre d'échange mental pour l'esprit, un dépôt où les connaissances et les idées sont reçues, triées, résumées, digérées, clarifiées et comparées. Wells pensait que des progrès technologiques comme le microfilm pourraient être utilisés à cette fin, de sorte que « n'importe quel étudiant, dans n'importe quelle partie du monde, pourra s'asseoir avec son projecteur dans son propre bureau, à sa convenance, pour examiner une réplique exacte de n'importe quel livre ou document ».

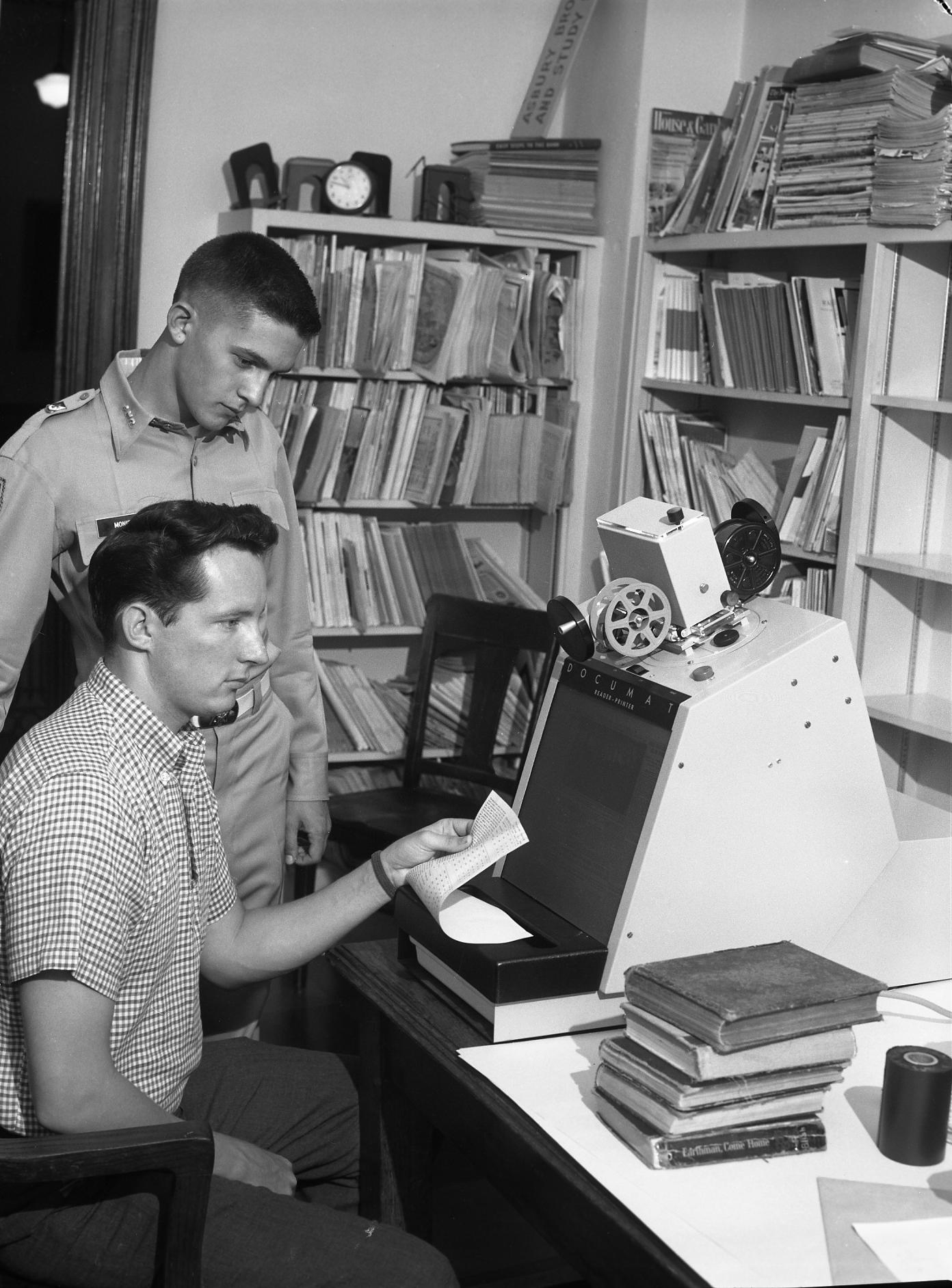
Selon Wells, le support idéal de l'information de l'encyclopédie mondiale, avec la technologie disponible à l'époque où paraît World Brain, est le microfilm.

Dans cette conférence, Wells développe l'analogie de l'encyclopédie avec un cerveau : « elle serait un centre d'échange d'informations pour les universités et les institutions de recherche ; elle jouerait le rôle d'un cortex cérébral pour ces ganglions essentiels ».
Il mentionne la commission internationale de coopération intellectuelle, une branche consultative de la Société des Nations, et le Congrès mondial de la documentation universelle de 1937 comme autant de précurseurs contemporains du cerveau mondial.
Contrairement au Mundaneum d'Otlet, le cerveau mondial selon Wells ne repose pas sur une organisation centralisée, mais sur une organisation en réseau. En 2005 la chercheuse mexicaine Georgina Araceli Tores-Varggas, estime qu'il serait peut-être cependant possible aujourd'hui de réaliser une centralisation « mentale » par le biais de l'informatique et des télécommunications.

### III. L'idée d'une encyclopédie mondiale permanente
Cet article (« The idea of a permanent World Encyclopedia ») est publié pour la première fois en anglais dans Harper's Magazine en avril 1937 puis en français dans la nouvelle Encyclopédie française d'août 1937 sous le titre : Rêverie sur un thème encyclopédique,.
Dans cet essai, Wells explique comment les encyclopédies actuelles n'ont pas réussi à s'adapter à la fois à l'augmentation croissante des connaissances enregistrées et à l'expansion du nombre de personnes ayant besoin d'informations précises et facilement accessibles. Il affirme que ces encyclopédies du XIXe siècle continuent de suivre le modèle, l'organisation et l'échelle du XVIIIe siècle : « nos encyclopédies contemporaines » dit-il, « correspondent, par rapport à nos besoins, à l'âge de la diligence plutôt qu'à celui de l'auto et de l'avion »,.
Wells entrevoyait l'impact potentiel que pourrait avoir cette technologie sur le monde. Il pensait que la création de l'encyclopédie pourrait ramener les jours de paix du passé, grâce à une « compréhension mutuelle et [à] la conception d'une fin commune et d'un intérêt commun tel que nous osons à peine en rêver ».
Wells anticipe aussi l'influence que son cerveau mondial aurait également sur le système universitaire. Il voulait voir les universités y contribuer, l'aider à se développer, et alimenter sa recherche d'informations holistiques. « Chaque université et institution de recherche devrait l'alimenter » (p. 14). Ailleurs, il écrit : « Il deviendrait le noyau logique des universités de recherche et des études supérieures du monde entier ». Selon lui l'organisation qu'il propose « dépasserait en taille et en influence toutes les universités existantes, et prendrait inévitablement la place du système universitaire mondial en ce qui concerne la concentration de la recherche et de la pensée et la direction de l'éducation générale de l'humanité ». En fait, le nouvel encyclopédisme qu'il préconise est « la seule méthode possible que je puisse imaginer pour amener les universités et les établissements de recherche du monde entier à coopérer efficacement et à créer une autorité intellectuelle suffisante pour contrôler et diriger la vie collective ». En fin de compte, l'Encyclopédie mondiale serait « une institution permanente, une puissante super-université, qui regrouperait, utiliserait et dominerait toutes les organisations d'enseignement et de recherche existant actuellement ».

### IV. Passage d'un discours au congrès mondial de la documentation universelle
Cette section (« Passage from a speech to the Congrès Mondial de la Documentation Universelle ») se compose de 3 pages dans l'édition originale (pp. 91-93). Il s'agit de la version en langue anglaise d'un extrait du discours que Wells a prononcé en français au Congrès mondial de la documentation universelle, le 20 août 1937. S'adressant directement aux participants qui sont déjà, selon lui, en train de créer un cerveau mondial il déclare notamment :
« Je parle d'un processus d'organisation mentale à travers le monde que je crois être aussi inévitable que tout ce qui peut l'être dans les affaires humaines. Le monde doit rassembler son esprit, et ceci [ce congrès] est le début de son effort. Le monde est un phénix. Il périt dans les flammes et même s'il meurt, il renaît. Cette synthèse des connaissances est le début nécessaire du nouveau monde »,.

### V. Le contenu informatif de l'éducation

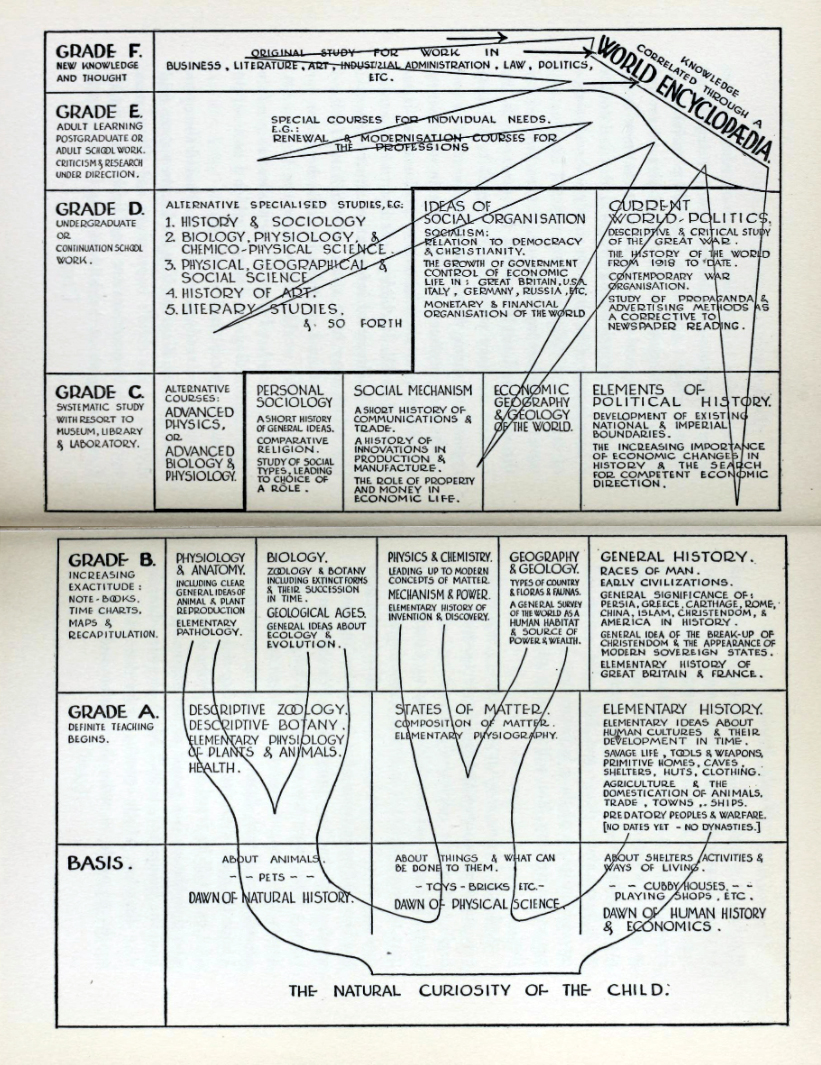
Graphique informationnel illustrant le contenu du cinquième chapitre (pp 72-73) et légendé : The Informative Content of Education. Languages and symbols (mathematics), skills, music, moral, manual and physical training are not considered here. (Le contenu informatif de l'éducation. Langues et symboles (mathématiques), aptitudes, musique, morale, entrainemenants manuels et physiques ne sont pas pris en compte ici).

Cette section (« The Informative Content of Education ») est composée du texte d'un discours prononcé en tant que président de séance à la section des sciences de l'éducation de la British Association for the Advancement of Science, le 2 septembre 1937.
Wells exprime sa consternation face à l'état général d'ignorance du public, même parmi les personnes instruites, et demande à ses auditeurs de se concentrer sur le contenu global des connaissances transmises :
« For this year I suggest we give the questions of drill, skills, art, music, the teaching of languages, mathematics and other symbols, physical, aesthetic, moral and religious training and development, a rest, and that we concentrate on the inquiry: What are we telling young people directly about the world in which they are to live? »
« Cette année, je propose que nous mettions de côté les exercices, les compétences, l'art, la musique, les langues, les mathématiques et autres symboles, la formation et le développement physique, esthétique, moral et religieux pour nous concentrer sur cette seule question : que dire aux jeunes, concrètement et de manière directe sur le monde dans lequel ils vont devoir vivre ? »
Se demandant comment le « minimum irréductible de connaissances » pourrait être transmis à tous en dix ans d'éducation — ce qui, selon lui, équivaut à 2 400 heures d'enseignement en classe —, il suggère de réduire au minimum l'enseignement des noms et des dates dans l'histoire britannique et de se concentrer plutôt sur les informations nouvellement disponibles sur la préhistoire, les débuts de la civilisation (sans l'accent traditionnellement mis sur la Palestine et les Israélites), et les grands contours de l'histoire mondiale. Il suggère une meilleure éducation en géographie, avec un inventaire des ressources naturelles du monde, et un meilleur programme en monnaie et économie. Il appelle à un « type d'enseignant modernisé », mieux payé, mieux équipé et dont la formation est constamment mise à jour.

### Appendices
World Brain se conclut par cinq appendices développant certains des thèmes evoqués dans les chapitres précédents. Ces compléments sont intitulés :
- Ruffled Teachers (Enseignants malmenés) : il s'agit d'un article paru dans le numéro du 12 septembre 1937 de la revue Sunday Chronicle, dans lequel Wells précise sa position vis-à-vis du corps enseignant britannique afin, dit-il, de dissiper certains malentendus.
- Palestine in Proportion (La Palestine en proportion) : article paru dans Sunday Chronicle le 3 octobre 1937.
- The Fall in America 1937 (La chute de l'Amérique en 1937) : article publié dans le magazine Collier's du 28 janvier 1938.
- Transatlantic Misunderstandings (Malentendus transatlantiques) :
- The English Speaking World: "As I see it" (Le monde anglophone « tel que je le vois »).

## Réception
World Brain est publié aux États-Unis la même année que celle de sa parution au Royaume-Uni. L'ouvrage est d'abord bien accueilli, dans le monde anglo-saxon. On peut par exemple lire dans la revue britannique Nature sous la plume du physicien Allan Ferguson (1880-1951) : « how many of those whose votes may decide the fate of the world have the beginnings of knowledge of topics bandied about on all political platforms ? If Mr. Wells would continue the good work he has initiated in the volume under review, he would add very sensibly to the heavy debt which the civilized world already owes him. » (« combien de ceux dont les votes peuvent décider du sort du monde ont un début de connaissance des sujets débattus sur toutes les tribunes politiques ? Si M. Wells poursuivait le bon travail qu'il a entrepris dans le volume en question, il ajouterait de façon très sensible à la lourde dette que le monde civilisé a déjà envers lui. »). Toujours en 1938, l'écrivain russe en exil John Cournos titre dans New York Times Book Review : « Mr. Wells Would Outline Everything » (« M. Wells fait le tour de toutes les questions. »).
Mais trois ans plus tard, peu après le début de la Seconde Guerre mondiale, World Brain fait l'objet de vives critiques de la part du journaliste britannique George Orwell. En 1941, dans un article intitulé Wells, Hitler and the World State (Wells, Hitler et l'État mondial), Orwell note que l'Allemagne est bien plus proche que l'Angleterre d'une société bien gérée dans laquelle tout le monde pense de la même manière, selon des principes scientifiques. Cependant étant dirigée par un « fou criminel », la société allemande n'a pas fonctionné comme Wells le pensait. De plus, le patriotisme, que Wells considérait comme destructeur de civilisation, s'est avérée être la principale force incitant les Russes et les Britanniques à lutter contre Hitler. Orwell, alors âgé de trente-huit ans, a donc bien vu ce qu'un Wells âgé de 75 ans ne pouvait pas voir, à savoir que la technologie et l'information ne mèneraient pas directement le monde à la paix et à l'harmonie.

## Influence

### Années 1930: le Congrès mondial de la documentation universelle
L'un des buts déclarés de ce congrès, qui a lieu à Paris en 1937, est de discuter des méthodes à adopter pour mettre en œuvre les idées de « cerveau mondial » exposées par Wells. Ce dernier donne lui-même à ce sujet une conférence dont le texte est immédiatement publié dans l'Encyclopédie française.
Quatre ans plus tard, Reginald A. Smith reprend et développe les thèmes de Wells dans un livre intitulé A Living Encyclopædia: A Contribution to Mr. Wells's New Encyclopædism (Londres : Andrew Dakers Ltd., 1941).

### Années 1960: le cerveau mondial en tant que superordinateur

#### De la bibliothèque mondiale au cerveau mondial

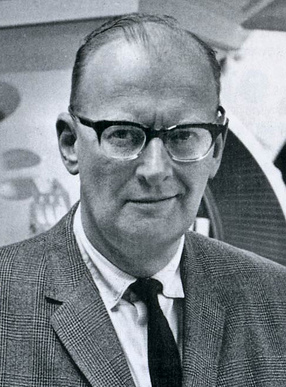
Arthur C. Clarke, dans les années 1960, voit se réaliser le cerveau mondial de Wells dans un avenir assez proche de son époque.

Dans son livre de 1962 Profiles of the Future (Profils du futur), Arthur C. Clarke prédit que la construction de ce que H. G. Wells appelait le « cerveau mondial » se fera en deux étapes. Il identifie la première étape comme la construction de la « Bibliothèque mondiale », qui est essentiellement le concept de Wells d'encyclopédie universelle accessible à tous depuis le domicile sur des terminaux informatiques. Il prédit que cette phase serait achevée (au moins dans les pays développés) en l'an 2000. La deuxième étape, le « cerveau mondial », serait un superordinateur artificiellement superintelligent avec lequel les humains seraient capables d'interagir mutuellement pour résoudre divers problèmes mondiaux. La « Bibliothèque mondiale » serait incorporée au « cerveau mondial » comme une de ses sous-sections. Il a suggéré que ce superordinateur soit installé dans les anciennes war rooms des États-Unis et de l'Union soviétique une fois que les superpuissances auraient suffisamment mûri pour accepter de coopérer plutôt que d'entrer en conflit. Clarke prédisait que la construction du « cerveau mondial » serait achevée en 2100.

Le linguiste et bibliomètre américain Eugene Garfield (1925-2017) se réfère à Wells dans sa description du développement des outils bibliométriques modernes.

En 1964, Eugene Garfield publie un article dans la revue Science présentant le Science Citation Index ; la première phrase de l'article évoque le « plaidoyer magnifique bien que prématuré [de Wells] pour l'établissement d'un centre d'information mondial » (« [Wells's] magnificent, if premature, plea for the establishment of a world information center »), et Garfield prédit que le Science Citation Index est « un signe avant-coureur des choses à venir - un précurseur du cerveau mondial » (« a harbinger of things to come — a forerunner of the World Brain »).

### Depuis les années 1990: la «toile» mondiale des documents

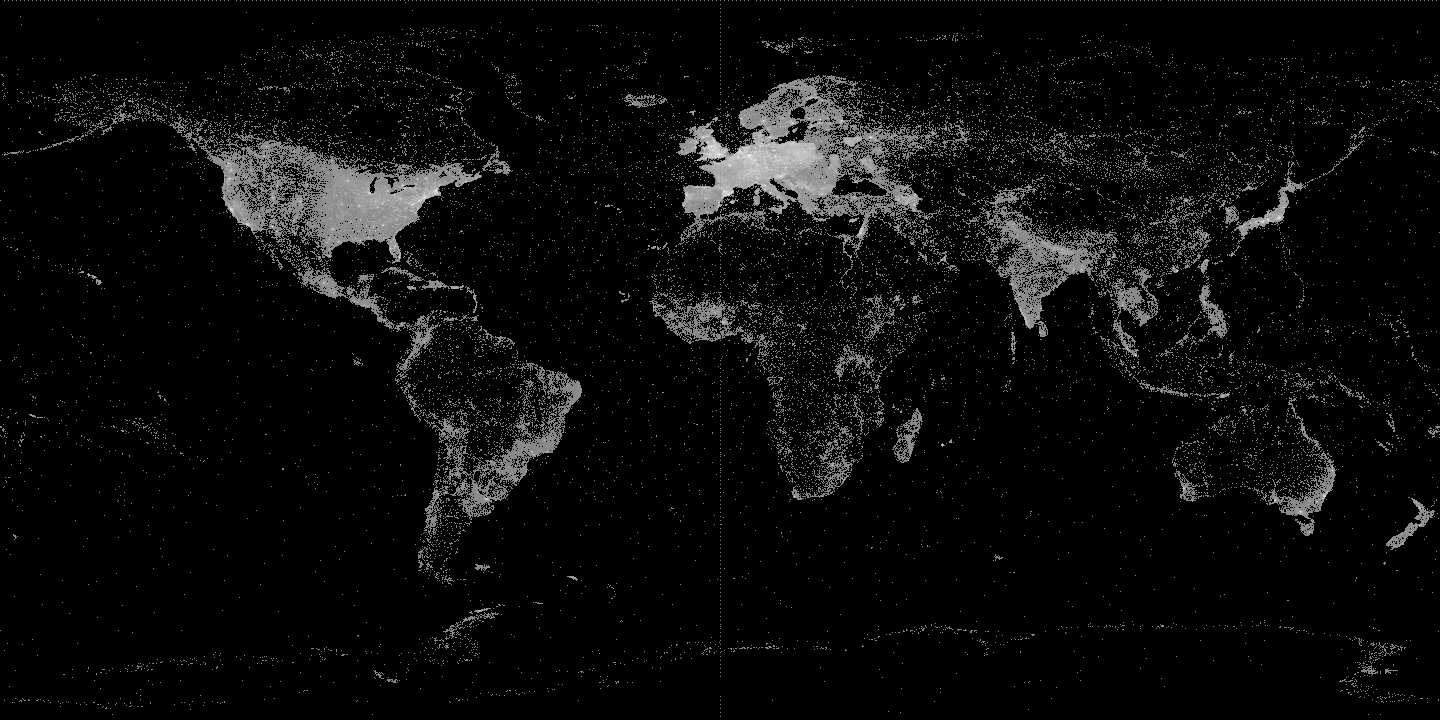
La carte de densité mondiale des entrées de Wikipédia géolocalisées en 2013 montre une grande inhomogénéité de la répartition des centres d'intérêts.

#### LeWorld Wide Weben tant que cerveau mondial
Dans un article de 1996 intitulé Convergence to the Information Highway (Convergence vers l'autoroute de l'information), l'universitaire britannique Brian Gaines, à la fois psychologue et ingénieur informaticien spécialiste des sciences de l'information, voit le World Wide Web comme une extension du « cerveau mondial » de Wells auquel les individus peuvent accéder à l'aide d'ordinateurs personnels. Dans des articles publiés en 1996 et 1997 qui ne citent pas Wells, Francis Heylighen et Ben Goertzel envisagent le développement ultérieur du World Wide Web en un cerveau global, c'est-à-dire un réseau intelligent de personnes et d'ordinateurs au niveau planétaire. La différence entre « cerveau global » et « cerveau mondial » est que ce dernier, tel qu'envisagé par Wells, est contrôlé de manière centralisée, alors que le premier est entièrement décentralisé et auto-organisateur. À l'inverse Dave Muddiman, professeur à la School of Information Management de Leeds, estime en 1998 que les considérations de Wells sont spécifiques de leur contexte historique, relevant d'un « utopisme technologique et bureaucratique » et mène à une société de l'information très différente de celle effectivement permise par Internet.
En 2001, Doug Schuler, professeur à l'Evergreen State College, propose un réseau mondial d'intelligence civique comme réalisation du cerveau mondial de Wells. Il cite comme exemples l'organisation américaine écocitoyenne Sustainable Seattle et le projet Technology Healthy City à Seattle.

#### Wikipédia comme cerveau mondial

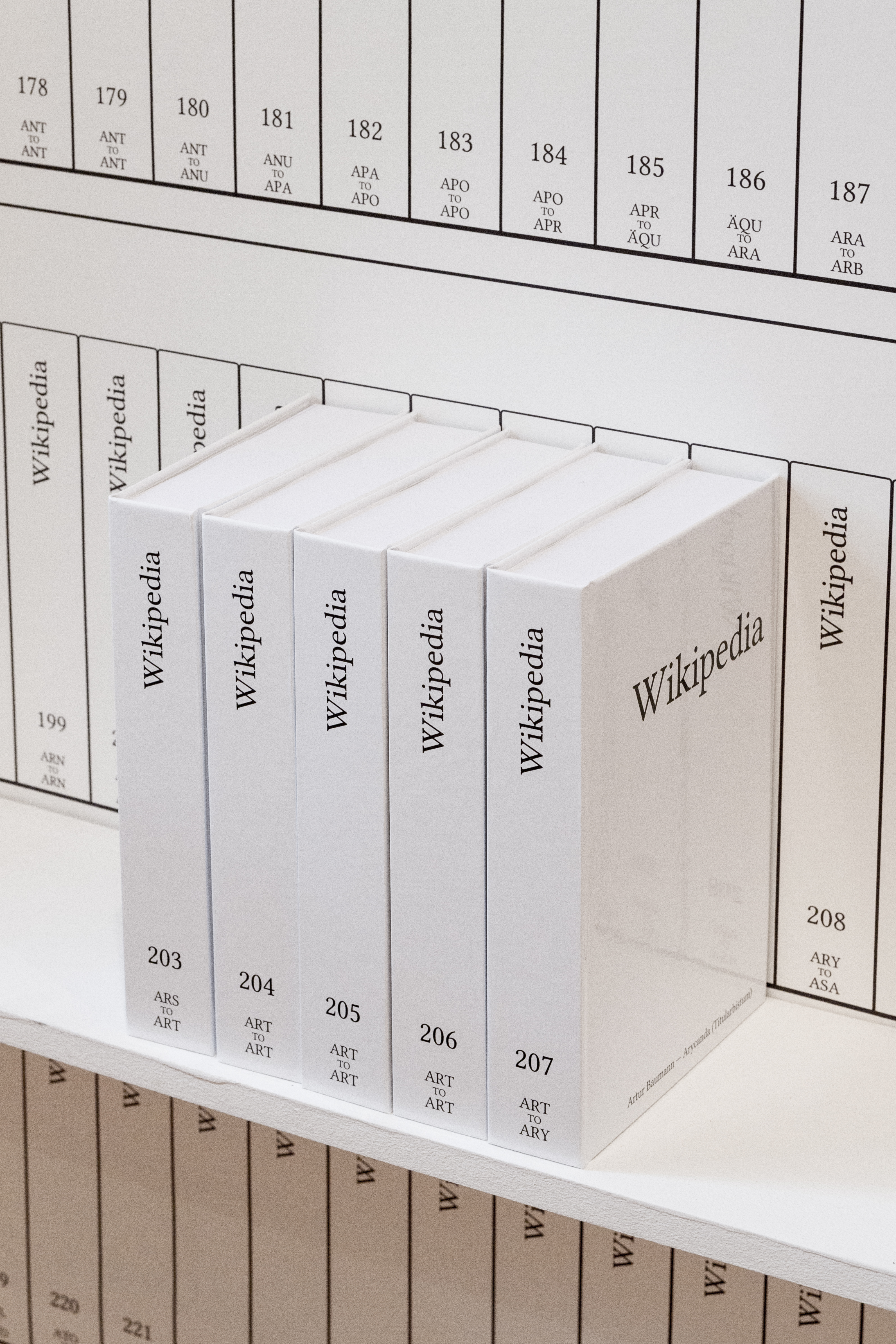
Alignement artistique d'une version germanophone de l'encyclopédie Wikipédia de mars 2016. Cent des 3406 volumes théoriques de cette époque ont été réellement imprimés.

À partir de 2010 émerge l'idée selon laquelle l'encyclopédie libre et collaborative Wikipédia réalise déjà dans les faits, après moins de dix années d'existence, le « cerveau mondial » décrit par Wells,,. Dans son argumentation justifiant le parallèle établi entre World Brain et Wikipédia, Joseph Reagle rappelle l'avertissement de Wells sur la nécessité de défendre son « encyclopédie mondiale » contre la propagande, avec le principe de « neutralité de point de vue » de Wikipédia :
« In keeping with the universal vision, and anticipating a key Wikipedia norm, H. G. Wells was concerned that his World Brain be an "encyclopedia appealing to all mankind," and therefore it must remain open to corrective criticism, be skeptical of myths (no matter how "venerated") and guard against "narrowing propaganda." This strikes me as similar to the pluralism inherent in the Wikipedia "Neutral Point of View" goal of "representing significant views fairly, proportionately, and without bias." »
« En accord avec sa vision universelle, et anticipant une norme-clé de Wikipédia, H. G. Wells était soucieux de faire de son Cerveau Mondial une encyclopédie s'adressant à toute l'humanité et donc qu'elle reste ouverte à la critique constructive, se montre sceptique à l'égard des mythes (aussi « vénérés » soient-ils) et se garde de toute « propagande rétrécissante ». Cela se rapproche, me semble-t-il de manière frappante, au pluralisme inhérent à l'objectif du « point de vue neutre » de Wikipédia, qui est de « représenter les points de vue significatifs de manière équitable, proportionnelle et sans parti pris ». »

## Éditions
Après sa publication princeps à Londres en 1938, World Brain a été maintes fois réédité, tant au Royaume-Uni qu'aux États-Unis. Parmi ces diverses éditions, on peut mentionner, dans l'ordre chronologique : 
- (en) H. G. Wells, World Brain, Londres, Methuen & Company, coll. « Adamantine classics for the 21st century », 1938, 130 p. (ISBN 5074901146 et 9785074901149, présentation en ligne)
- (en) H. G. Wells, World Brain, New York, Doubleday, Doran & Company, Incorporated, 1938, 194 p. (lire en ligne)
- (en) H. G. Wells, World Brain, Books for Libraries Press, coll. « Essay index reprint series », 1971, 194 p. (ISBN 0836920333 et 9780836920338, présentation en ligne)
- (en) H. G. Wells (préf. Alan James Mayne, H.G. Wells Society), World Brain, Londres, Adamantine Press, coll. « Adamantine classics for the 21st century », 1994, 85 p. (ISBN 0744901146 et 9780744901146, présentation en ligne)
- (en) H. G. Wells, World Brain, Read Books Ltd, 2016, 146 p. (présentation en ligne).
- (en) H. G. Wells, Bruce Sterling (préface) et Joseph Reagle (introduction), World Brain, Cambridge (Massachusetts), MIT Press, 2021 (ISBN 0262542560 et 9780262542562, présentation en ligne).
- (en) H. G. Wells, World Brain, Good Press, 2021, 107 p. (ISBN 0262542560 et 9780262542562, présentation en ligne).